# Wáng
Wáng (王) is een van de meestvoorkomende Chinese achternamen en staat op de achtste plaats van Baijiaxing. De meesten met de achternaam Wang zijn nakomelingen van de keizerlijke familie van de Zhou-dynastie. De achternaam Ji 姬 werd door de dynastie veranderd in Wang 王, omdat Ji in het Chinees koningin betekent. In het Kantonees, Wu (taal) en Changshahua klinkt deze achternaam hetzelfde als de Chinese achternaam Huang 黄.
- Hmong: Vang, Vaj, Vaaj
- Koreaans: 왕/Wang
- Japans: Ō/Oh/O
- Vietnamees: Vương/Veung

## Nederland
De Nederlandse Familienamenbank geeft de volgende statistieken weer:
| familienaam | aantal in 1947 | aantal in 2007 |
| ----------- | -------------- | -------------- |
| Wang        | 43             | 1053           |
| Wong        | 53             | 2650           |
| Vuong       | 0              | 132            |
|             | totaal: 96     | totaal: 3835   |

Deze statistieken kunnen fouten bevatten, omdat er bij de telling niet rekening is gehouden met de Chinese schrijfwijze, waardoor het mogelijk is een andere familienaam dan 王 te betreffen.

## Bekende personen met de naam Wáng of Wong 王
- An Wang, oprichter van Wang Laboratories
- Dorothee Wong Loi Sing
- Joey Wong
- Lulu Wang, Chinees-Nederlandse schrijfster
- Nina Wang
- Steve Wong
- Wang Beixing
- Wang Fei
- Wang Junxia
- Wang Lee-Hom, Chinees-Amerikaanse zanger
- Wang Liqin
- Wang Lixiong, Chinees historicus
- Wang Mang
- Wang Manli
- Wang Meng
- Wang Xizhi
- Wang Shixiang, Chinees cultuurhistoricus
- Wong Cho-Lam, Hongkongse TVB-acteur
- Wong Kar-Wai
- Lo Lieh/Wong Lap-Tat